# Parmotrema fasciculatum
Parmotrema fasciculatum är en lavart som först beskrevs av Vain., och fick sitt nu gällande namn av Hale. Parmotrema fasciculatum ingår i släktet Parmotrema och familjen Parmeliaceae.   Inga underarter finns listade i Catalogue of Life.